# Єгипет на літніх Олімпійських іграх 1956
Єгипет брав участь у Літніх Олімпійських іграх 1956 року у Мельбурні (Австралія) увосьме за свою історію, але не завоював жодної медалі.